# Мало Требелєво
Мало Требелєво (словен. Malo Trebeljevo) — поселення в общині Любляна, Осреднєсловенський регіон, Словенія. Висота над рівнем моря: 567,3 м.